# Cabrònica del Nord
La colla de diables Cabrònica del Nord va ser formada l'any 1994 per un grup del Casal de Joves Xiroc del barri Fort Pienc, al districte de l'Eixample. El nom fa referència a l'Estació del Nord de la ciutat. Anys més tard es va crear la secció infantil, els Cabronets del Nord, formada per nens i joves de sis a setze anys.
A partir del 1997, la festa del casal és alhora la diada de la colla, que participa també cada any en el correfoc del barri i el de la Mercè, a més d'actuar en celebracions diverses de la ciutat. Els seus espectacles solen anar més enllà del correfoc, de manera que sovint hi incorporen demostracions de foc, com ara exhibicions pirotècniques. Un dels trets més característics del grup és la indumentària, en què predominen els tons grisos i negres.